# Штурмбанфюрер
СС-Штурмбанфю́рер (нім. SS-Sturmbannführer) — звання в СА (нім. Sturmabteilung) та в СС (нім. Schutzstaffel).

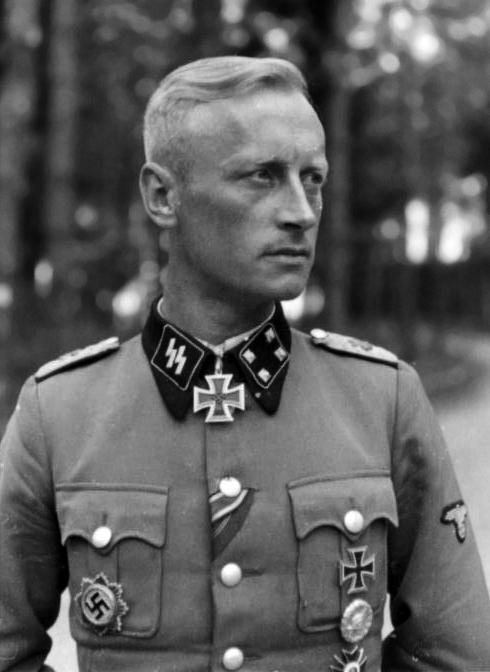
CC-Штурмбанфю́рер Макс Гансен

Звання штурмбанфюрера введене в СА в 1921 році. З 1928 р. звання штурмбанфюрера вводиться також в структуру СС як звання керівників. Потім з 1933 р. використовувалося як звання заступників керівників територіальних підрозділів СС — штурмбанів (нім. SS Sturmbann). У штурмбан входили чотири невеликі підрозділи — штурми (нім. SS Sturme), приблизно рівних за чисельним складом армійській роті (від 54 до 180 чол), один медичний підрозділ, рівний за чисельністю армійському взводу (нім. Sanitaetsstaffel) і оркестр (нім. Spielmannzug). Чисельність штурмбану доходила до 500—800 чоловік.
Надалі, з жовтня 1936 р., при створенні Ваффен-СС звання штурмбанфюрера відповідало посаді заступника командира батальйону та військовому званню майора Вермахту.
Ранг штурмбанфюрера передував званню штандартенфюрер СС до 1932 року, коли було введено звання оберштурмбанфюрера СС.
Знаки розрізнення Штурмбанфюрера Ваффен-СС

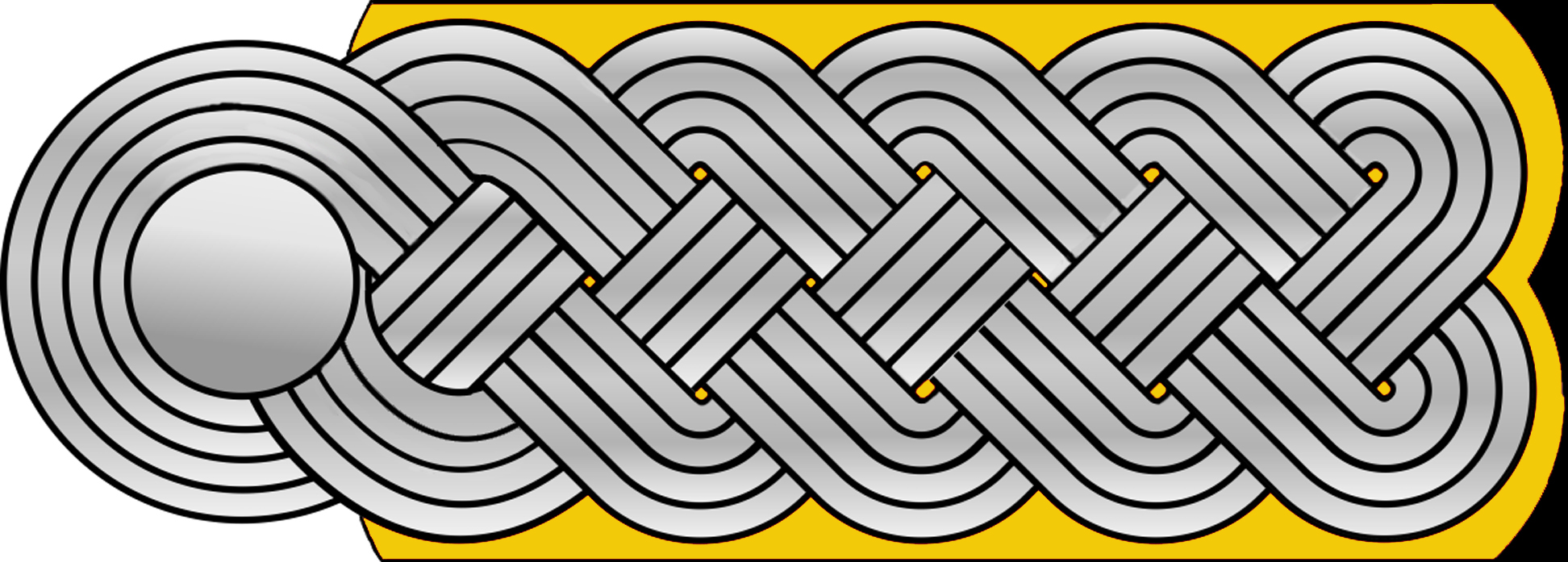
Погон
Петлиця
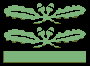
Маскувальний костюм